# Тимофей Милетский
Тимофе́й Миле́тский (др.-греч. Τιμόθεος ὁ Μιλήσιος; ок. 450 — ок. 360 до н. э.) — древнегреческий поэт-лирик и кифаред.

## Творческая деятельность

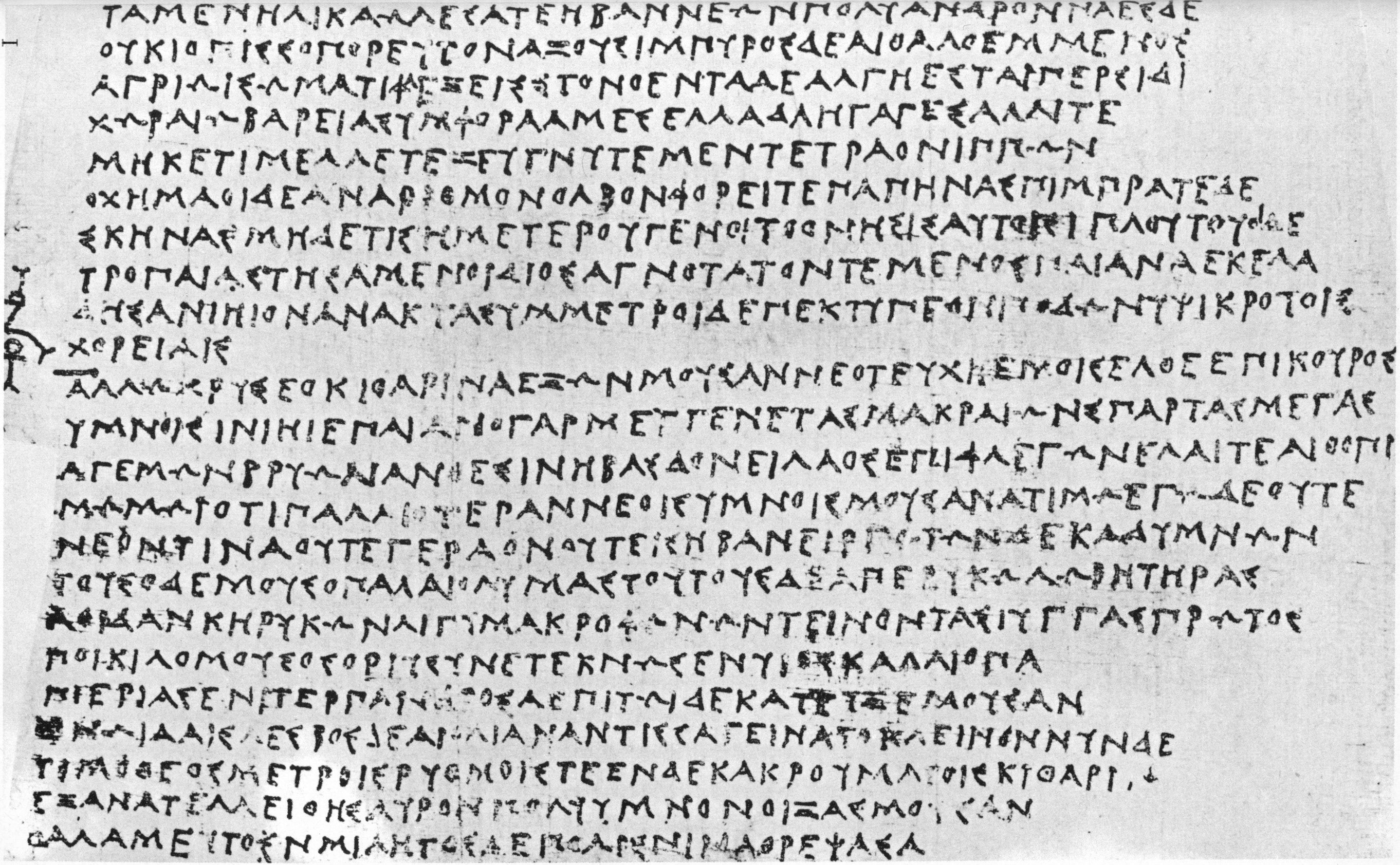
Папирус 9875 из берлинской Египетской библиотеки (IV век до н. э.). Показаны стихи 193-247 из поэмы Тимофея Милетского «Персы»

Сохранилась последняя часть его поэмы (нома) «Персы», в которой описана морская битва при Саламине, а также некоторые другие фрагменты. Найденный в 1902 году в Египте папирус, содержащий около 250 стихов из поэмы «Персы», — один из самых древних (IV век до н. э.) дошедших до нас греческих папирусов (ныне хранится в берлинском Египетском музее, сигнатура Berlin P 9875).
Тимофей Милетский вошёл в историю как решительный реформатор поэзии и музыки:
Старого я не пою, новое моё — лучше.

Царь наш — юный Зевс, а Кроново царство миновало.

Прочь ступай, древняя Муза!
Новаторская поэзия Тимофея вызывала неоднозначную реакцию современников. Её изобразительность и даже натурализм воспринимались как дерзкий вызов традициям предков. Парадоксальным образом она напоминает эксперименты русских поэтов Серебряного века:
…Струг бил в струг,

Полосуя гладь Форкиады;

Ноги обув

В зубы копий,

Взбычив лоб,

Рвались они смять

Сосновые руки вёсел.

Налетал ли неоттяжный удар,

Щепящий гребные упряжи, —

Скопом рушились пловцы на ударивших;

Лучился ли у досок просвет —

Всплескивал вновь

Стук пенных сосен в кривом бегу…
Новатор-музыкант, Тимофей добавил 4 новые струны к (7-струнной) кифаре, что давало ему возможность быстро (то есть без перестройки переменных ступеней — так называемых «кинумен» — тетрахорда) делать метаболу по роду. Авангардистские дерзости Тимофея осудили спартанские цари и эфоры, изгнав его из Спарты и присудив ему в качестве «ужасного» наказания обрезать лишние струны. Знаменитый Лакедемонский указ об этом опубликовал Боэций:
Тимофей Милетский, прибыв в наш город, обесчестил древнюю Музу, и, отойдя от игры на семиструнной кифаре и введя многозвучие (ΠΟΛΥΦΩΝΙΑΝ), портит слух юношей многострунием (ΠΟΛΥΧΟΡΔΙΑΡ) и тем, что вносит новшества в мелодию. Он одевает свою Музу неблагородно и пёстро, вместо того, чтобы <одеть её> просто и благородно, образует мелодию в хроме вместо энармона, используя антистрофическую смену. Приглашённый на состязание, посвящённое элевсинской Деметре, он непристойно украсил миф о <родовых> муках Семелы украшениями, <тем самым> неправильно научая юношей. За это цари и эфоры <настоящим решили> осудить Тимофея: ему предписывается обрезать одиннадцать струн <кифары> так, чтобы удалив лишние, оставить семь, чтобы каждый, видя суровый порядок города, воздержался вносить в Спарту что-либо непотребное, дабы слава состязания не была поколеблена никогда.
Легендарный тимофеев дифирамб «Роды Семелы» (Σεμέλης ὠδίς), производивший сильное впечатление на греков в течение нескольких столетий, не сохранился.

## Издания и литература
- Wilamowitz-Möllendorff U. Timotheos. Die Perser, aus einem Papyrus von Abusir <…> Leipzig, 1903 (репринт Hildesheim: Olms, 1973)
- Diehl E. Anthologia lyrica Graeca II. Leipzig: Teubner, 1942
- Poetae melici Graeci, ed. D.L. Page, Oxford, 1962
- Лебедев С. Н. Спартанский декрет против Тимофея Милетского в музыкальном трактате Боэция // Музыковедение, 2010, № 9, сс. 2-5.

Русские переводы:
- Шестаков Д. П. «Персы» Тимофея: вновь открытый памятник древнегреческой поэзии // Учёные записки Казанского университета, 1904, № 12, с. 1—90 (исследование; перевод на русский язык)
- Тимофей. Персы. / Пер. М. Л. Гаспарова. // Пиндар. Вакхилид. Оды. Фрагменты. М., 1980. С.285-292; переизд. (Персы, фрагменты «Киклопа» и «Ниобы»): Эллинские поэты VIII—III вв. до н. э. М., 1999. С.383-388.
- Лукин Е. В. Златокифарный ворожей (О Тимофее Милетском с переводом). СПб., 1994. 16 стр. 500 экз.